# Verband Deutscher Rassetaubenzüchter
Der Verband Deutscher Rassetaubenzüchter e. V. (VDT) ist als Fachverband des Bundes Deutscher Rassegeflügelzüchter (BDRG) die Dachorganisation der Rassetaubenzucht in Deutschland. Über den BDRG ist er auch Mitglied im Europäischen Verband für Geflügel-, Tauben-, Vogel-, Kaninchen- und Caviazucht.

## Arbeit und Aufgaben des Verbandes
Der Verband Deutscher Rassetaubenzüchter (VDT) wurde 1948 in Hamm gegründet. Im VDT sind alle regionalen und überregionalen Rassetaubenzüchtervereine Deutschlands organisiert. Unter den Mitgliedsvereinen lassen sich drei Gruppen ausmachen: 
1. Ortsvereine,
2. Sondervereine, die sich der Zucht ausgewählter Rassen widmen, und
3. Flugtaubenvereine.

Zur Unterstützung der Züchter gefährdeter Taubenrassen benennt der VDT-Zuchtausschuss jedes Jahr mehrere Rassen, die durch Nennung und Vergabe von zusätzlichen Preisen besonders gefördert werden sollen. Fördermittel sind nicht vorgesehen, um eine temporär verstärkte Zucht zu vermeiden, die ohne Förderung wieder zusammenbräche.
Der VDT ist Veranstalter von Verbandsschauen, diese finden an regelmäßig wechselnden Orten statt. Jährlicher Höhepunkt ist die Deutsche Rassetaubenschau. Sie wird 2012 zum 61. Mal veranstaltet. Hier wird der Deutsche Meister der Rassetaubenzucht gekürt. Das Verbandsjournal „Die Rassetaube“ erscheint ebenfalls zu dieser Zeit. 
Seit 1992 tragen auch die Flugtaubenzüchter des VDT eine Deutsche Meisterschaft aus.
Die Brieftaubenzüchter sind im Verband Deutscher Brieftaubenzüchter organisiert.

## Nachweise und Weblinks
- Offizielle Website